# Чайковский, Александр Владимирович
Алекса́ндр Влади́мирович Чайко́вский (род. 19 февраля 1946, Москва) — советский и российский композитор, пианист, педагог и музыкально-общественный деятель, профессор Московской консерватории. Председатель Совета Союза композиторов России с 2022 года. В 2004—2008 — ректор Санкт-Петербургской консерватории. Народный артист РФ (2005). Лауреат Государственной премии РФ (2025) и Премии Правительства РФ (2017).

## Биография
Обучался по классу фортепиано в Центральной музыкальной школе, в 1965 поступил в Московскую консерваторию в классы композиции Тихона Хренникова и фортепиано Льва Наумова. Окончив консерваторию в 1972 году, совершенствовался в аспирантуре, с 1976 года ведёт преподавательскую деятельность на кафедре сочинения (с 1993 — профессор, с 1997 — заведующий кафедрой). Чайковский — член Союза композиторов СССР с 1976 года, в 1985—1991 работал его секретарём по работе с творческой молодёжью. С 1993 по 2002 год — советник по репертуару Мариинского театра. С 2001 по 2002 год — приглашённый профессор Санкт-Петербургской консерватории. С 2005 по 2008 занимал пост ректора Санкт-Петербургской государственной консерватории. С 2003 года по настоящий момент — художественный руководитель Московской филармонии.
7 июля 2022 года избран председателем Совета Союза композиторов России.
Чайковский ведёт активную композиторскую, педагогическую и музыкально-общественную деятельность, проводит многочисленные мастер-классы, участвует в жюри различных конкурсов. Он также является автором критических статей в ряде ведущих музыкальных журналов.

## Личная жизнь
- Жена — Людмила Эдуардовна Чайковская
- Сын — Никита Александрович Чайковский
- Дядя — композитор Борис Чайковский.

## Творчество
Одной из основных сфер интересов Чайковского является музыкальный театр. В его операх и балетах сочетаются драматические решения и современные сценические приёмы. В инструментальной музыке композитор много работает в жанре концерта, где обнаруживает индивидуальное отношение к солирующему инструменту и его противопоставлению оркестру. Так, виолончельный концерт Чайковского написан в форме вариаций, а Первый концерт для альта приближается по масштабности к симфонии. Симфонии композитора имеют ярко выраженные черты программности[уточнить].
Сочинения композитора охватывают широкий круг жанров и сюжетов, от масштабных оркестровых и вокально-симфонических работ до комических опер.
10 февраля 2021 года в Московском художественном академическом театре имени М. Горького в рамках II Зимнего международного фестиваля искусств под руководством Юрия Башмета состоялась премьера музыкального спектакля на музыку Александра Чайковского «Свидание в Москве», поставленного по пьесе драматурга Михаила Палатника. Специально для этой премьеры впервые за 30 лет открыта оркестровая яма, которая была спрятана под первыми тремя рядами партера. Музыкальный руководитель спектакля Юрий Башмет рассказал, что в музыке к спектаклю, написанной композитором Александром Чайковским, есть отдельные номера, которые, по его мнению, выйдут за рамки спектакля, у них есть все шансы стать хитами. Генеральный продюсер фестиваля Дмитрий Гринченко напомнил, что о Москве нет ни одного спектакля, хотя есть произведения о Санкт-Петербурге, Париже и других городах. Композитор Александр Чайковский рассказал, что писал для спектакля лёгкую, весёлую и одновременно искреннюю музыку о любимом городе для всех, вне зависимости от возраста и жизненного опыта.

## Основные сочинения
Оперы
- «Дедушка смеётся» (1972, комическая, по И. А. Крылову)
- «Р. В. С.» (1978, для детей, по А. П. Гайдару)
- «Второе апреля» (1982, для детей)
- «Верность» (1984, для детей)
- «Три сестры» (1995, по А. П. Чехову)
- «Царь Никита и его сорок дочерей» (1997, камерная, по А. С. Пушкину)
- «Три мушкетёра» (2007, комическая, по А. Дюма)
- «Один день Ивана Денисовича» (2009, по мотивам рассказа А. И. Солженицына)
- «Легенда о граде Ельце, деве Марии и Тамерлане» (2011)
- «Альтист Данилов» (2012, по роману В. Орлова Альтист Данилов)
- «Жизнь и необыкновенные приключения Оливера Твиста» (по роману Чарльза Диккенса) на стихи Льва Яковлева
- «Король шахмат» (2014, камерная опера. по «Шахматной новелле» Стефана Цвейга.)
- «Ермак» (2019, эпическая опера в 2-х действиях)

Балеты
- «Ревизор» (1980, по Н. В. Гоголю)
- «Броненосец Потёмкин» (1986)
- «Дама пик»

Вокально-симфонические произведения
- «К солнцу», оратория на стихи Ф. И. Тютчева (1982)
- «От имени земного шара», оратория на стихи И. Л. Сельвинского (1983)
- «В душе моей», оратория на стихи В. С. Высоцкого (1996)
- «Русский реквием» на стихи А. А. Ахматовой и И. А. Бродского (2006)
- «Свидание в Москве», музыкальный спектакль по пьесе Михаила Палатника (2021)

Симфонические произведения
- Симфония № 1 «Мастер и Маргарита», 1985
- Симфония № 2 «Водолей», 1994
- Симфония № 3, 2002
- Симфония № 4, 2004
- Симфония № 5
- Симфония № 6
- Симфония № 7 «Карантинная», 2020
- Симфония № 8 «Осударева дорога», 2022
- «Мы с приятелем», симфоническая юмореска (1975)
- «ЦСКА — Спартак», концерт для оркестра (1980)
- «Ноктюрны Северной Пальмиры» (1994)
- «Вспоминая великие песни» (1995)
- «Маленькие кубанские вариации» (1996, для камерного оркестра)
- «Реквием Ходжалы» (2012, для камерного оркестра)[3]

Концерты:
- для фортепиано с оркестром № 1, 1972
- для фортепиано с оркестром № 2, 1990
- для фортепиано с оркестром № 3, 2016
- для фортепиано с оркестром № 4, 2021
- для двух фортепиано с оркестром, 2000
- для четырёх фортепиано с оркестром, 2024
- для скрипки с оркестром, 1997
- для альта с оркестром № 1, 1979,
- для альта с оркестром № 2, 1992
- для альта с оркестром № 3 «Этюды в простых тонах», 1996
- для виолончели с оркестром, 1974
- для контрабаса с оркестром, 1994
- для фагота с оркестром, 1981
- для гитары с оркестром
- концерт-буфф для скрипки и маримбы с оркестром, 1996

Камерные сочинения
- Шесть струнных квартетов
- Два фортепианных трио
- Фортепианный квинтет
- Сонаты и сюиты для скрипки, альта, виолончели, фортепиано
- Французские песни-баллады для голоса и фортепиано, на народные французские тексты (1974)
- Музыка к кинофильмам, театральным постановкам и др.

## Фильмография
- 1973 — «Таланты и поклонники»
- 1974 — «Иван да Марья»
- 1974 — «Осенние грозы»
- 1979 — «Молодость, выпуск 3-й (киноальманах)»
- 1982 — «Попечители»
- 1985 — «Последнее свидание»
- 1986 — «Дождь будет»
- 1986 — «Осенняя кампания 1799 года»
- 1987 — «Музыка революции»
- 1988 — «Остров ржавого генерала»
- 1988 — «Про Федота-стрельца, удалого молодца»
- 2001 — «Мусорщик»
- 2003 — «Не привыкайте к чудесам»

## Награды и премии
- Орден Дружбы (20 сентября 2016 года) — за заслуги в развитии отечественной культуры и искусства, средств массовой информации, многолетнюю плодотворную деятельность[4].
- Народный артист Российской Федерации (9 мая 2005 года) — за большие заслуги в области искусства[1].
- Заслуженный деятель искусств РСФСР (21 июня 1988 года) — за заслуги в области советского искусства[5].
- Государственная премия Российской Федерации в области литературы и искусства (10 июня 2025 года) — за вклад в развитие отечественной музыкальной культуры, просветительскую деятельность[6].
- Премия Правительства Российской Федерации в области культуры 2016 года (7 февраля 2017 года) — за постановку оперы «Легенда о граде Ельце»[7].
- Лауреат премии имени Дмитрия Шостаковича Международного Благотворительного фонда Юрия Башмета (2022)[8].

## Участие в фильмах
- 2021 — «Александр Чайковский. Я не хотел быть знаменитым…»  — документальный фильм о творчестве композитора, режиссёр Никита Тихонов.